# Miecznikowate (ryby)
Miecznikowate (Xiphiidae) – rodzina morskich ryb z rzędu Perciformes.

## Klasyfikacja
Rodzaje zaliczane do tej rodziny:
- Xiphias

Rodzaje wymarłe
- Xiphiorhynchus[4]